# Marek Manik
 Marek Manik, né le 29 septembre 1985 à Bratislava, est un joueur de squash représentant la Slovaquie. Il atteint en mars 2009 la 167e place mondiale sur le circuit international, son meilleur classement. Il est champion de Slovaquie à 5 reprises entre 2008 et 2013.

## Palmarès

### Titres
- Championnats de Slovaquie : 5 titres (2008, 2009, 2011-2013)